# 維多利亞公園鎮
維多利亞公園鎮乃澳大利亞西澳伯斯大都會內的一個地方政府，位於府城伯斯市之東；鎮轄境有17.62平方公里，道路建設長達154.55公里，公園設施面積有1平方公里餘。2008年，有居民31,148人。

## 議會
維多利亞公園鎮分由2個選區，各選出4位議員。

## 外部連結
- 維多利亞公園鎮官方網站 （页面存档备份，存于）
- 維多利亞公園鎮轄區（Google Maps）